# Station Braniewo
Station Braniewo is een spoorwegstation in de Poolse plaats Braniewo aan de voormalige hoofdspoorlijn van Berlijn naar Koningsbergen. Sinds 2020 is er alleen nog goederenvervoer.